# Daniel Lelong
Pour les articles homonymes, voir Lelong.
Daniel Lelong, né le 9 novembre 1933 à Nancy et mort le 4 juin 2025 à Levallois-Perret, est un galeriste d'art moderne et contemporain et un éditeur français de livres. Il est directeur de la galerie Maeght et président de la galerie Lelong jusqu'en 2012 où Jean Frémon lui succède à ce poste.

## Biographie
Daniel Lelong, né le 9 novembre 1933 à Nancy, est le fils d'un fonctionnaire. Il fait ses études au Lycée Jacques-Decour à Paris puis il entre à Sciences Po et fait des études de droit après avoir échoué au concours d'entrée de l'Ena. Il se dirige ensuite vers le Conseil d'État. Il travaille dans le sillage de plusieurs personnalités politiques comme Pierre Mendès France. 
Pendant la guerre d'Algérie, il est le secrétaire de l'épouse du général Massu. En 1960, il retourne à Paris et rejoint le Conseil d'État, mais l'année suivante il rencontre Aimé Maeght pour rédiger les statuts de la première fondation d’art contemporain en France, la Fondation Aimé et Marguerite Maeght, inaugurée en 1964 à Saint-Paul-de-Vence,. En disponibilité depuis deux ans, il quitte définitivement la fonction publique pour prendre la direction de la galerie située à Paris au 13 rue de Téhéran,. Il se lie d’amitié avec des artistes comme Joan Miró, Alexander Calder, Antoni Tàpies, Paul Rebeyrolle ou Francis Bacon. 
En 1981 à la mort d’Aimé Maeght, il devient, aux côtés de Jean Frémon et Jacques Dupin, directeur de la galerie Maeght-Lelong qui devient en 1987 la Galerie Lelong. À la suite d'une longue bataille judiciaire, Lelong avait dû céder le nom Maeght au fils d'Aimé Maeght,. La galerie va poursuivre le travail entrepris du temps d’Aimé Maeght tout en le prolongeant en montrant en France des artistes comme Pierre Alechinsky, Louise Bourgeois, Sarah Grilo, Jannis Kounellis, Sean Scully, Kiki Smith et Jaume Plensa. À partir de 1980, Daniel Lelong associe des artistes au tournoi de Roland Garros pour en créer l’affiche officielle. En 1982, il choisit des artistes pour inventer les affiches de la Coupe du monde de football en Espagne.
Dans les années 2000, alors que le marché de l'art contemporain a le vent en poupe, les ventes de sa galerie progressent rapidement. En 2018, sa société ouvre une nouvelle galerie Lelong avenue Montaigne à Paris,.
Au décès de Jacques Dupin en 2012, il laisse la présidence de l'entreprise à Jean Frémon. Daniel Lelong meurt le 4 juin 2025 à Paris.

## Autres fonctions
- 1983 à 1990 : Président du COFIAC (comité d’organisation de la FIAC)
- Membre du patronat de la fondation Miró à Barcelone
- Membre de la Calder Foundation à New York
- Membre du comité d'administration de la Fondation François-Schneider à Wattwiller

## Distinctions
- Chevalier de la Légion d'honneur
- Commandeur de l'ordre des Arts et des Lettres (2010)[10].

## Ouvrages
- (en-US) Calder, the Artist, the Work, Boston Book & Art, 1971Écrit avec Alexander Calder et James Johnson Sweeney.  (ISBN 0-8435-2023-X)
- (fr) Adami : 89, Galerie Lelong, 1989Écrit avec Valerio Adami.  (ISBN 2-85587-174-3)
- (fr) Avec Calder, Échoppe, 2000  (ISBN 2-84068-123-4)
- (fr) Avec Miro, Fundacio Miro, 2013  (ISBN 978-84-941239-7-9) (OCLC 879364584)

### Télévision
- Interview de Daniel Lelong lors de l'émission Bains de minuit de Thierry Ardisson sur ina.fr (1987).